# Liste der italienischen Meister im alpinen Skisport

Logo des Italienischen Wintersportverbandes

Die Liste der italienischen Meister im alpinen Skisport listet alle Sportler und Sportlerinnen auf, die einen italienischen Meistertitel in einer Disziplin des alpinen Skisports gewannen. Seit 1931 werden die Disziplinen Abfahrt, Slalom und Kombination ausgetragen, allerdings gab es von 1949 bis 1965 keine Kombinationswertung. 2007 und 2011 wurde die Kombination in Form einer Super-Kombination entschieden. 1950 wurde der Riesenslalom in das Programm aufgenommen und 1986 der Super-G.
Von 1931 bis 2019 gewannen insgesamt 145 Herren und 92 Damen mindestens einen Titel, 67 Herren und 58 Damen gewannen mehr als eine Meisterschaft. Die Rekordsieger sind Zeno Colò, der von 1941 bis 1955 insgesamt 19-mal Italienischer Meister wurde, und Celina Seghi, die von 1937 bis 1954 insgesamt 25 Titel gewann. Celina Seghi hält zudem den Rekord an Disziplinensiegen mit zehn gewonnenen Slaloms sowie sieben Siegen in der Abfahrt und in der Kombination. Ebenfalls sieben Siege erreichten Isolde Kostner und Nadia Fanchini im Super-G sowie Nicole Gius im Slalom. Die meisten Erfolge in einer Disziplin bei den Herren gelangen Zeno Colò mit sieben Siegen im Slalom, während Kristian Ghedina sechsmal in der Abfahrt siegte.

## Herren
| Jahr | Abfahrt                                  | Super-G                                  | Riesenslalom                             | Slalom                                   | Kombination                              |
| ---- | ---------------------------------------- | ---------------------------------------- | ---------------------------------------- | ---------------------------------------- | ---------------------------------------- |
| 1931 | Severino Menardi                         |                                          |                                          | Severino Menardi                         | Severino Menardi                         |
| 1932 | Ferdinando Valle                         |                                          |                                          | Ferdinando Valle                         | Ferdinando Valle                         |
| 1933 | Sisto Gillarduzzi                        |                                          |                                          | Renato Valico                            | Renato Valle                             |
| 1934 | Enrico Lacedelli                         |                                          |                                          | Renato Dimai                             | Severino Menardi                         |
| 1935 | Severino Menardi                         |                                          |                                          | Vittorio Chierroni                       | Vittorio Chierroni                       |
| 1936 | Vittorio Chierroni                       |                                          |                                          | Giacinto Sertorelli                      | Vittorio Chierroni                       |
| 1937 | Alberto Marcellin                        |                                          |                                          | Franco Sisi                              | Giovanni Sisi                            |
| 1938 | Vittorio Chierroni                       |                                          |                                          | Hans Nogler                              | Hans Nogler                              |
| 1939 | Hans Nogler                              |                                          |                                          | Hans Nogler                              | Hans Nogler                              |
| 1940 | Vittorio Chierroni                       |                                          |                                          | Vittorio Chierroni                       | Vittorio Chierroni                       |
| 1941 | Zeno Colò                                |                                          |                                          | Zeno Colò                                | Zeno Colò                                |
| 1942 | Roberto Lacedelli                        |                                          |                                          | Giuseppe Confortola                      | Roberto Lacedelli                        |
| 1943 | Vittorio Chierroni                       |                                          |                                          | Zeno Colò                                | Zeno Colò                                |
| 1944 | nicht ausgetragen                        |                                          |                                          | nicht ausgetragen                        | nicht ausgetragen                        |
| 1945 | nicht ausgetragen                        |                                          |                                          | nicht ausgetragen                        | nicht ausgetragen                        |
| 1946 | Alberto Marcellin                        |                                          |                                          | Zeno Colò                                | Zeno Colò                                |
| 1947 | Vittorio Chierroni                       |                                          |                                          | Zeno Colò Roberto Lacedelli              | Zeno Colò                                |
| 1948 | Zeno Colò                                |                                          |                                          | Zeno Colò                                | Zeno Colò                                |
| 1949 | Zeno Colò                                |                                          |                                          | Eugenio Monti                            |                                          |
| 1950 | Roberto Lacedelli                        |                                          | Eugenio Monti                            | Eugenio Monti                            |                                          |
| 1951 | Rolando Zanni                            |                                          | Albino Alverà                            | Albino Alverà                            |                                          |
| 1952 | Bruno Burrini                            |                                          | Zeno Colò                                | Carlo Gartner                            |                                          |
| 1953 | Davide David                             |                                          | Carlo Gartner                            | Otto Gluck                               |                                          |
| 1954 | Zeno Colò                                |                                          | Zeno Colò                                | Zeno Colò                                |                                          |
| 1955 | Zeno Colò                                |                                          | Bruno Alberti                            | Zeno Colò                                |                                          |
| 1956 | Gino Burrini                             |                                          | Gino Burrini                             | Otto Gluck                               |                                          |
| 1957 | Davide David                             |                                          | Gino Burrini                             | Paride Milianti                          |                                          |
| 1958 | Bruno Alberti                            |                                          | Gino Burrini                             | Otto Gluck                               |                                          |
| 1959 | Bruno Alberti                            |                                          | Carlo Senoner                            | Aldo Zulian                              |                                          |
| 1960 | Francesco De Florian                     |                                          | Francesco De Florian                     | Helmuth Gartner                          |                                          |
| 1961 | Bruno Alberti                            |                                          | Bruno Alberti                            | Osvaldo Picchiottino                     |                                          |
| 1962 | Bruno Alberti                            |                                          | Paride Milianti                          | Felice De Nicolo                         |                                          |
| 1963 | Gildo Siorpaes                           |                                          | Martino Fill                             | Ivo Mahlknecht                           |                                          |
| 1964 | Felice De Nicolo                         |                                          | Ivo Mahlknecht                           | Ivo Mahlknecht                           |                                          |
| 1965 | Ivo Mahlknecht                           |                                          | Renzo Zandegiacomo                       | Paride Milianti                          |                                          |
| 1966 | Ivo Mahlknecht                           |                                          | Bruno Piazzalunga                        | Giovanni Di Bona                         | Giovanni Di Bona                         |
| 1967 | nicht ausgetragen                        |                                          | Felice De Nicolo                         | Felice De Nicolo                         | nicht ausgetragen                        |
| 1968 | Ivo Mahlknecht                           |                                          | Ivo Mahlknecht                           | Ivo Mahlknecht                           | Ivo Mahlknecht                           |
| 1969 | Stefano Anzi                             |                                          | Gerardo Mussner                          | Pier Lorenzo Clataud                     | Felice De Nicolo                         |
| 1970 | Stefano Anzi                             |                                          | Sergio Filippa                           | Giuseppe Compagnoni                      | Gustav Thöni                             |
| 1971 | Marcello Varallo                         |                                          | Eberhard Schmalzl                        | Gustav Thöni                             | Helmuth Schmalzl                         |
| 1972 | nicht ausgetragen                        |                                          | Renzo Zandegiacomo                       | Ilario Pegorari                          | nicht ausgetragen                        |
| 1973 | Roland Thöni                             |                                          | Helmuth Schmalzl                         | Gustav Thöni                             | Ilario Pegorari                          |
| 1974 | Giuliano Besson                          |                                          | Piero Gros                               | Fausto Radici                            | Piero Gros                               |
| 1975 | Herbert Plank                            |                                          | Gustav Thöni                             | Piero Gros                               | Herbert Plank                            |
| 1976 | Erwin Stricker                           |                                          | Piero Gros                               | Piero Gros                               | Piero Gros                               |
| 1977 | Herbert Plank                            |                                          | Gustav Thöni                             | Franco Bieler                            | Erwin Stricker                           |
| 1978 | Bruno Gattai                             |                                          | Peter Mally                              | Peter Mally                              | Piero Gros                               |
| 1979 | Herbert Plank                            |                                          | Maurizio Poncet                          | Piero Gros                               | Herbert Plank                            |
| 1980 | Herbert Plank                            |                                          | Tiziano Bieler                           | Piero Gros                               | Siegfried Kerschbaumer                   |
| 1981 | Herbert Plank                            |                                          | Riccardo Foppa                           | Bruno Nöckler                            | Andrea Arban                             |
| 1982 | Danilo Sbardellotto                      |                                          | Alex Giorgi                              | Piero Gros                               | Loris Donei                              |
| 1983 | Michael Mair                             |                                          | Efrem Merelli                            | Ivano Edalini                            | Richard Pramotton                        |
| 1984 | Mauro Cornaz                             |                                          | Alex Giorgi                              | Oswald Tötsch                            | Heinz Holzer                             |
| 1985 | Alberto Ghidoni                          |                                          | Robert Erlacher                          | Marco Tonazzi                            | Luca Pesando                             |
| 1986 | Michael Mair                             | Ivan Marzola                             | Richard Pramotton                        | Richard Pramotton                        | Michael Mair                             |
| 1987 | Michael Mair                             | Danilo Sbardellotto                      | Giglio Tomasi                            | Alex Giorgi                              | Richard Pramotton                        |
| 1988 | Pietro Vitalini                          | Heinz Holzer                             | Roberto Spampatti                        | Alberto Tomba                            | Josef Polig                              |
| 1989 | nicht ausgetragen                        | nicht ausgetragen                        | Attilio Barcella                         | Roberto Grigis                           | nicht ausgetragen                        |
| 1990 | Kristian Ghedina                         | Kristian Ghedina                         | Alberto Tomba                            | Alberto Tomba                            | nicht ausgetragen                        |
| 1991 | nicht ausgetragen                        | Peter Runggaldier                        | Alberto Tomba                            | Alberto Tomba                            | nicht ausgetragen                        |
| 1992 | Pietro Vitalini                          | Alberto Senigagliesi                     | Alberto Tomba                            | Fabrizio Tescari                         | Gianfranco Martin                        |
| 1993 | Kristian Ghedina                         | Werner Perathoner                        | Gerhard Königsrainer                     | Alberto Tomba                            | Josef Polig                              |
| 1994 | Kristian Ghedina                         | Werner Perathoner                        | Norman Bergamelli                        | Alberto Tomba                            | Gianfranco Martin                        |
| 1995 | Kristian Ghedina                         | Werner Perathoner                        | Sergio Bergamelli                        | Angelo Weiss                             | Kristian Ghedina                         |
| 1996 | Luca Cattaneo                            | Werner Perathoner                        | Gianluca Grigoletto                      | Konrad Kurt Ladstätter                   | nicht ausgetragen                        |
| 1997 | Erik Seletto                             | Peter Runggaldier                        | Gerhard Königsrainer                     | Fabrizio Tescari                         | Kristian Ghedina                         |
| 1998 | Kristian Ghedina                         | Ludwig Sprenger                          | Patrick Holzer                           | Gianluca Grigoletto                      | Kristian Ghedina                         |
| 1999 | Matteo Berbenni                          | Maurizio Feller                          | Matteo Nana                              | Matteo Nana                              | Massimiliano Blardone                    |
| 2000 | Kristian Ghedina                         | Kristian Ghedina                         | Alexander Ploner                         | Matteo Nana                              | Edoardo Zardini                          |
| 2001 | Matteo Berbenni                          | Patrick Staudacher                       | Massimiliano Blardone                    | Hannes Paul Schmid                       | Patrick Staudacher                       |
| 2002 | nicht ausgetragen                        | Kristian Ghedina                         | Patrick Thaler                           | Thomas Bergamelli                        | nicht ausgetragen                        |
| 2003 | Kurt Sulzenbacher                        | Erik Seletto                             | Michael Gufler                           | Manfred Mölgg                            | Peter Fill                               |
| 2004 | Roland Fischnaller                       | Werner Heel                              | Peter Fill                               | Giancarlo Bergamelli                     | Peter Fill                               |
| 2005 | Stefan Thanei                            | Patrick Staudacher                       | Manfred Mölgg                            | Cristian Deville                         | Peter Fill                               |
| 2006 | Walter Girardi                           | Peter Fill                               | Florian Eisath                           | Giuliano Razzoli                         | Christof Innerhofer                      |
| 2007 | Walter Girardi                           | nicht ausgetragen                        | Peter Fill                               | Lucas Senoner                            | Alex Happacher                           |
| 2008 | Elmar Hofer                              | Aronne Pieruz                            | Michael Gufler                           | Lucas Senoner                            | Davide Simoncelli                        |
| 2009 | Stefan Thanei                            | Dominik Paris                            | Alexander Ploner                         | Manfred Mölgg                            | Peter Fill                               |
| 2010 | Patrick Staudacher                       | Patrick Staudacher                       | Manfred Mölgg                            | Manfred Mölgg                            | Aronne Pieruz                            |
| 2011 | Matteo Marsaglia                         | Giovanni Borsotti                        | Florian Eisath                           | Giuliano Razzoli                         | Mattia Casse                             |
| 2012 | Hagen Patscheider                        | Matteo Marsaglia                         | Davide Simoncelli                        | Roberto Nani                             | nicht ausgetragen                        |
| 2013 | Paolo Pangrazzi                          | Dominik Paris                            | Davide Simoncelli                        | Manfred Mölgg                            | nicht ausgetragen                        |
| 2014 | Peter Fill Werner Heel                   | Matteo Marsaglia                         | Roberto Nani                             | Stefano Gross                            | Matteo Marsaglia                         |
| 2015 | Matteo Marsaglia                         | Peter Fill                               | Florian Eisath                           | Giuliano Razzoli                         | Michelangelo Tentori                     |
| 2016 | Christof Innerhofer                      | Mattia Casse                             | Riccardo Tonetti                         | Patrick Thaler                           | Matteo De Vettori                        |
| 2017 | Peter Fill                               | Dominik Paris                            | Giulio Giovanni Bosca                    | Tommaso Sala                             | Guglielmo Bosca                          |
| 2018 | Christof Innerhofer                      | Matteo Marsaglia                         | Giulio Giovanni Bosca                    | Riccardo Tonetti                         | Christof Innerhofer                      |
| 2019 | Matteo Marsaglia                         | Matteo Marsaglia                         | Hannes Zingerle                          | Pietro Canzio                            | Christof Innerhofer                      |
| 2020 | Aufgrund der COVID-19-Pandemie abgesagt. | Aufgrund der COVID-19-Pandemie abgesagt. | Aufgrund der COVID-19-Pandemie abgesagt. | Aufgrund der COVID-19-Pandemie abgesagt. | Aufgrund der COVID-19-Pandemie abgesagt. |

## Damen
| Jahr | Abfahrt                                  | Super-G                                  | Riesenslalom                             | Slalom                                   | Kombination                              |
| ---- | ---------------------------------------- | ---------------------------------------- | ---------------------------------------- | ---------------------------------------- | ---------------------------------------- |
| 1931 | Paula Wiesinger                          |                                          |                                          | Paula Wiesinger                          | Paula Wiesinger                          |
| 1932 | Paula Wiesinger                          |                                          |                                          | Delly Velo                               | Paula Wiesinger                          |
| 1933 | Iseline Crivelli                         |                                          |                                          | Paula Wiesinger                          | Paula Wiesinger                          |
| 1934 | Paula Wiesinger                          |                                          |                                          | Paula Wiesinger                          | Paula Wiesinger                          |
| 1935 | Paula Wiesinger                          |                                          |                                          | Nives Dei Rossi                          | Paula Wiesinger                          |
| 1936 | Paula Wiesinger                          |                                          |                                          | Paula Wiesinger                          | Paula Wiesinger                          |
| 1937 | Celina Seghi                             |                                          |                                          | Celina Seghi                             | Celina Seghi                             |
| 1938 | Clara Frida                              |                                          |                                          | Gabriela Ansbacher                       | Gabriela Ansbacher                       |
| 1939 | Celina Seghi                             |                                          |                                          | Vittoria Ferrari                         | Celina Seghi                             |
| 1940 | Nives Dei Rossi                          |                                          |                                          | Nives Dei Rossi                          | Nives Dei Rossi                          |
| 1941 | Celina Seghi                             |                                          |                                          | Celina Seghi                             | Celina Seghi                             |
| 1942 | Gabriela Ansbacher                       |                                          |                                          | Celina Seghi                             | Celina Seghi                             |
| 1943 | Celina Seghi                             |                                          |                                          | Celina Seghi                             | Celina Seghi                             |
| 1944 | nicht ausgetragen                        |                                          |                                          | nicht ausgetragen                        | nicht ausgetragen                        |
| 1945 | nicht ausgetragen                        |                                          |                                          | nicht ausgetragen                        | nicht ausgetragen                        |
| 1946 | Celina Seghi                             |                                          |                                          | Celina Seghi                             | Celina Seghi                             |
| 1947 | Renata Carraretto                        |                                          |                                          | Celina Seghi                             | Renata Carraretto                        |
| 1948 | Celina Seghi                             |                                          |                                          | Renata Carraretto                        | Celina Seghi                             |
| 1949 | Celina Seghi                             |                                          |                                          | Celina Seghi                             |                                          |
| 1950 | Maria Grazia Marchelli                   |                                          | Franca De Renzis                         | Franca De Renzis                         |                                          |
| 1951 | Maria Grazia Marchelli                   |                                          | Giuliana Minuzzo                         | Celina Seghi                             |                                          |
| 1952 | Giuliana Chenal Minuzzo                  |                                          | Celina Seghi                             | Celina Seghi                             |                                          |
| 1953 | Giuliana Chenal Minuzzo                  |                                          | Giuliana Chenal Minuzzo                  | Giuliana Chenal Minuzzo                  |                                          |
| 1954 | Carla Marchelli                          |                                          | Anna Pellissier                          | Celina Seghi                             |                                          |
| 1955 | Giuliana Chenal Minuzzo                  |                                          | Carla Marchelli                          | Giuliana Chenal Minuzzo                  |                                          |
| 1956 | Vera Schenone                            |                                          | Vera Schenone                            | Vera Schenone                            |                                          |
| 1957 | Vera Schenone                            |                                          | Carla Marchelli                          | Vera Schenone                            |                                          |
| 1958 | Pia Riva                                 |                                          | Pia Riva                                 | Jerta Schir                              |                                          |
| 1959 | Pia Riva                                 |                                          | Jerta Schir                              | Giuliana Chenal Minuzzo                  |                                          |
| 1960 | Lidia Pedroncelli                        |                                          | Tina Poloni                              | Vera Schenone                            |                                          |
| 1961 | Pia Riva                                 |                                          | Pia Riva                                 | Jerta Schir                              |                                          |
| 1962 | Inge Senoner                             |                                          | Pia Riva                                 | Jerta Schir                              |                                          |
| 1963 | Pia Riva                                 |                                          | Pia Riva                                 | Giuliana Chenal Minuzzo                  |                                          |
| 1964 | Pia Riva                                 |                                          | Pia Riva                                 | Inge Senoner                             |                                          |
| 1965 | Giustina Demetz                          |                                          | Giustina Demetz                          | Maria Isabella Chevallard                |                                          |
| 1966 | Lidia Barbieri                           |                                          | Giustina Demetz                          | Glorianda Cipolla                        | Lidia Barbieri                           |
| 1967 | nicht ausgetragen                        |                                          | Giustina Demetz                          | Giustina Demetz                          | nicht ausgetragen                        |
| 1968 | Giustina Demetz                          |                                          | Giustina Demetz                          | Giustina Demetz                          | Giustina Demetz                          |
| 1969 | Giustina Demetz                          |                                          | Clotilde Fasolis                         | Clotilde Fasolis                         | Clotilde Fasolis                         |
| 1970 | Elena Matous                             |                                          | Elena Matous                             | Lidia Pellissier                         | Elena Matous                             |
| 1971 | Elena Matous                             |                                          | Clotilde Fasolis                         | Lidia Pellissier                         | Clotilde Fasolis                         |
| 1972 | nicht ausgetragen                        |                                          | Lidia Pellissier                         | Elena Matous                             | Lidia Pellissier                         |
| 1973 | Maddalena Silvestri                      |                                          | Claudia Giordani                         | Claudia Giordani                         | Claudia Giordani                         |
| 1974 | Claudia Giordani                         |                                          | Claudia Giordani                         | Cristina Tisot                           | Paola Hofer                              |
| 1975 | Iolanda Plank                            |                                          | Cristina Tisot                           | Daniela Viberti                          | Daniela Viberti                          |
| 1976 | Iolanda Plank                            |                                          | Claudia Giordani                         | Claudia Giordani                         | Claudia Giordani                         |
| 1977 | Wanda Bieler                             |                                          | Wilma Gatta                              | Claudia Giordani                         | Wilma Gatta                              |
| 1978 | Giuliana Campiglia                       |                                          | Claudia Giordani                         | Claudia Giordani                         | Wilma Gatta                              |
| 1979 | nicht ausgetragen                        |                                          | Claudia Giordani                         | Claudia Giordani                         | nicht ausgetragen                        |
| 1980 | Iolanda Plank                            |                                          | Claudia Giordani                         | Daniela Zini                             | Paoletta Magoni                          |
| 1981 | nicht ausgetragen                        |                                          | Wanda Bieler                             | Daniela Zini                             | nicht ausgetragen                        |
| 1982 | Linda Rocchetti                          |                                          | Daniela Zini                             | Daniela Zini                             | Daniela Zini                             |
| 1983 | Karla Delago                             |                                          | Fulvia Stevenin                          | Maria Rosa Quario                        | Karla Delago                             |
| 1984 | Karla Delago                             |                                          | Daniela Zini                             | Paoletta Magoni                          | Paola Tonolli                            |
| 1985 | Karla Delago                             |                                          | Fulvia Stevenin                          | Paoletta Magoni                          | Michaela Marzola                         |
| 1986 | Karla Delago                             | Michaela Marzola                         | Cecilia Lucco                            | Nadia Bonfini                            | Karla Delago                             |
| 1987 | nicht ausgetragen                        | Michaela Marzola                         | Fulvia Stevenin                          | Paoletta Magoni                          | nicht ausgetragen                        |
| 1988 | Michaela Marzola                         | Michaela Marzola                         | Cecilia Lucco                            | Paoletta Magoni                          | nicht ausgetragen                        |
| 1989 | nicht ausgetragen                        | nicht ausgetragen                        | Deborah Compagnoni                       | Deborah Compagnoni                       | nicht ausgetragen                        |
| 1990 | Michaela Marzola                         | Michaela Marzola                         | Roberta Serra                            | Renate Oberhofer                         | nicht ausgetragen                        |
| 1991 | Michaela Marzola                         | Deborah Compagnoni                       | Deborah Compagnoni                       | Giovana Gianera                          | nicht ausgetragen                        |
| 1992 | Barbara Merlin                           | Isolde Kostner                           | Sabina Panzanini                         | Roberta Serra                            | Barbara Merlin                           |
| 1993 | Bibiana Perez                            | Bibiana Perez                            | Deborah Compagnoni                       | Roberta Pergher                          | Barbara Merlin                           |
| 1994 | Bibiana Perez                            | Barbara Merlin                           | Deborah Compagnoni                       | Roberta Pergher                          | Bibiana Perez                            |
| 1995 | Isolde Kostner                           | Isolde Kostner                           | Karen Putzer                             | Morena Gallizio                          | Morena Gallizio                          |
| 1996 | Elena Bresciani Isolde Kostner           | Isolde Kostner                           | Isolde Kostner                           | Antje Braito                             | Antje Braito                             |
| 1997 | Bibiana Perez                            | Isolde Kostner                           | Deborah Compagnoni                       | Lara Magoni                              | Morena Gallizio                          |
| 1998 | Isolde Kostner                           | Isolde Kostner                           | Karen Putzer                             | Lara Magoni                              | Annalisa Ceresa                          |
| 1999 | Isolde Kostner                           | Isolde Kostner                           | Karen Putzer                             | Nicole Gius                              | Karen Putzer                             |
| 2000 | nicht ausgetragen                        | Isolde Kostner                           | Denise Karbon                            | Elisabetta Biavaschi                     | nicht ausgetragen                        |
| 2001 | Patrizia Bassis                          | Patrizia Bassis                          | Magdalena Planatscher                    | Elisabetta Biavaschi                     | Angelika Grüner                          |
| 2002 | nicht ausgetragen                        | Daniela Ceccarelli                       | Manuela Mölgg                            | Denise Karbon                            | nicht ausgetragen                        |
| 2003 | Daniela Ceccarelli                       | Lucia Recchia                            | Karen Putzer                             | Nicole Gius                              | Karoline Trojer                          |
| 2004 | Nadia Fanchini                           | Nadia Fanchini                           | Lucia Recchia                            | Nicole Gius                              | Nadia Fanchini                           |
| 2005 | Elena Fanchini                           | Lucia Recchia                            | Karen Putzer                             | Nicole Gius                              | Daniela Merighetti                       |
| 2006 | Nadia Fanchini                           | Nadia Fanchini                           | Manuela Mölgg                            | Manuela Mölgg                            | Lucia Mazzotti                           |
| 2007 | Elena Fanchini                           | nicht ausgetragen                        | Magdalena Eisath                         | Nicole Gius                              | Lucia Mazzotti                           |
| 2008 | Nadia Fanchini                           | Nadia Fanchini                           | Denise Karbon                            | Nicole Gius                              | Daniela Merighetti                       |
| 2009 | Daniela Merighetti                       | Daniela Merighetti                       | Giulia Gianesini                         | Nicole Gius                              | Daniela Merighetti                       |
| 2010 | Elena Fanchini                           | Enrica Cipriani                          | Irene Curtoni                            | Irene Curtoni                            | Camilla Borsotti                         |
| 2011 | Elena Fanchini                           | Hilary Longhini                          | Federica Brignone                        | Chiara Costazza                          | Elena Curtoni                            |
| 2012 | Elena Fanchini                           | Daniela Merighetti                       | Denise Karbon                            | Irene Curtoni                            | nicht ausgetragen                        |
| 2013 | Daniela Merighetti                       | Verena Stuffer                           | Elena Curtoni                            | Irene Curtoni                            | nicht ausgetragen                        |
| 2014 | Verena Stuffer                           | Nadia Fanchini                           | Marta Bassino                            | Chiara Costazza                          | Camilla Borsotti                         |
| 2015 | Elena Fanchini                           | Nadia Fanchini                           | Nadia Fanchini                           | Roberta Midali                           | Francesca Marsaglia                      |
| 2016 | Elena Fanchini                           | Nadia Fanchini                           | nicht ausgetragen                        | Irene Curtoni                            | Federica Brignone                        |
| 2017 | Verena Stuffer                           | Federica Brignone                        | Federica Brignone                        | Irene Curtoni                            | Irene Curtoni                            |
| 2018 | Johanna Schnarf                          | Nicol Delago                             | Federica Brignone                        | Vivien Insam                             | Johanna Schnarf                          |
| 2019 | Nadia Fanchini                           | Nadia Fanchini                           | Marta Bassino                            | Marta Bassino                            | Vera Tschurtschenthaler                  |
| 2020 | Aufgrund der COVID-19-Pandemie abgesagt. | Aufgrund der COVID-19-Pandemie abgesagt. | Aufgrund der COVID-19-Pandemie abgesagt. | Aufgrund der COVID-19-Pandemie abgesagt. | Aufgrund der COVID-19-Pandemie abgesagt. |

## Statistik der Titelgewinner
- Platz: Reihenfolge der Sportler, bestimmt durch die Anzahl der gewonnenen Titel. Bei gleicher Anzahl wird alphabetisch sortiert. Berücksichtigt werden nur Sportler, die mindestens drei Titel gewannen.
- Name: Name des Sportlers.
- Von: Das Jahr, in dem der Sportler das erste Mal Meister wurde.
- Bis: Das Jahr, in dem der Sportler zum letzten Mal Meister wurde.
- AB: Anzahl der Meistertitel in der Abfahrt.
- SG: Anzahl der Meistertitel im Super-G.
- RS: Anzahl der Meistertitel im Riesenslalom.
- SL: Anzahl der Meistertitel im Slalom.
- KO: Anzahl der Meistertitel in der Kombination.
- Gesamt: Summe aller gewonnenen Meistertitel.

### Herren
| Platz | Name                | Von  | Bis  | AB | SG | RS | SL | KO | Gesamt |
| ----- | ------------------- | ---- | ---- | -- | -- | -- | -- | -- | ------ |
| 01.   | Zeno Colò           | 1941 | 1955 | 5  | 0  | 2  | 7  | 5  | 19     |
| 02.   | Kristian Ghedina    | 1990 | 2002 | 6  | 3  | 0  | 0  | 3  | 12     |
| 03.   | Vittorio Chierroni  | 1935 | 1947 | 5  | 0  | 0  | 2  | 3  | 10     |
| 03.   | Peter Fill          | 2003 | 2017 | 2  | 2  | 2  | 0  | 4  | 10     |
| 03.   | Piero Gros          | 1974 | 1982 | 0  | 0  | 2  | 5  | 3  | 10     |
| 06.   | Ivo Mahlknecht      | 1963 | 1968 | 3  | 0  | 2  | 3  | 1  | 9      |
| 07.   | Matteo Marsaglia    | 2011 | 2019 | 3  | 4  | 0  | 0  | 1  | 8      |
| 07.   | Alberto Tomba       | 1988 | 1994 | 0  | 0  | 3  | 5  | 0  | 8      |
| 09.   | Herbert Plank       | 1975 | 1981 | 5  | 0  | 0  | 0  | 2  | 7      |
| 10.   | Bruno Alberti       | 1955 | 1962 | 4  | 0  | 2  | 0  | 0  | 6      |
| 10.   | Manfred Mölgg       | 2003 | 2013 | 0  | 0  | 2  | 4  | 0  | 6      |
| 12.   | Felice De Nicolo    | 1962 | 1969 | 1  | 0  | 1  | 2  | 1  | 5      |
| 12.   | Christof Innerhofer | 2006 | 2019 | 2  | 0  | 0  | 0  | 3  | 5      |
| 12.   | Severino Menardi    | 1931 | 1935 | 2  | 0  | 0  | 1  | 2  | 5      |
| 12.   | Hans Nogler         | 1938 | 1939 | 1  | 0  | 0  | 2  | 2  | 5      |
| 12.   | Patrick Staudacher  | 2001 | 2010 | 1  | 3  | 0  | 0  | 1  | 5      |
| 12.   | Gustav Thöni        | 1970 | 1977 | 0  | 0  | 2  | 2  | 1  | 5      |
| 18.   | Gino Burrini        | 1956 | 1958 | 1  | 0  | 3  | 0  | 0  | 4      |
| 18.   | Roberto Lacedelli   | 1942 | 1950 | 2  | 0  | 0  | 1  | 1  | 4      |
| 18.   | Michael Mair        | 1983 | 1987 | 3  | 0  | 0  | 0  | 1  | 4      |
| 18.   | Werner Perathoner   | 1993 | 1996 | 0  | 4  | 0  | 0  | 0  | 4      |
| 18.   | Richard Pramotton   | 1983 | 1987 | 0  | 0  | 1  | 1  | 2  | 4      |
| 23.   | Florian Eisath      | 2006 | 2015 | 0  | 0  | 3  | 0  | 0  | 3      |
| 23.   | Alex Giorgi         | 1982 | 1987 | 0  | 0  | 2  | 1  | 0  | 3      |
| 23.   | Otto Gluck          | 1953 | 1958 | 0  | 0  | 0  | 3  | 0  | 3      |
| 23.   | Paride Milianti     | 1957 | 1965 | 0  | 0  | 1  | 2  | 0  | 3      |
| 23.   | Eugenio Monti       | 1949 | 1950 | 0  | 0  | 1  | 2  | 0  | 3      |
| 23.   | Matteo Nana         | 1999 | 2000 | 0  | 0  | 1  | 2  | 0  | 3      |
| 23.   | Dominik Paris       | 2009 | 2017 | 0  | 3  | 0  | 0  | 0  | 3      |
| 23.   | Giuliano Razzoli    | 2006 | 2015 | 0  | 0  | 0  | 3  | 0  | 3      |
| 23.   | Davide Simoncelli   | 2008 | 2013 | 0  | 0  | 3  | 0  | 0  | 3      |
| 23.   | Ferdinando Valle    | 1932 | 1932 | 1  | 0  | 0  | 1  | 1  | 3      |

### Damen
| Platz | Name                    | Von  | Bis  | AB | SG | RS | SL | KO | Gesamt |
| ----- | ----------------------- | ---- | ---- | -- | -- | -- | -- | -- | ------ |
| 01.   | Celina Seghi            | 1937 | 1954 | 7  | 0  | 1  | 10 | 7  | 25     |
| 02.   | Paula Wiesinger         | 1931 | 1936 | 5  | 0  | 0  | 4  | 6  | 15     |
| 03.   | Claudia Giordani        | 1973 | 1980 | 1  | 0  | 6  | 5  | 2  | 14     |
| 04.   | Nadia Fanchini          | 2004 | 2019 | 4  | 7  | 1  | 0  | 1  | 13     |
| 05.   | Isolde Kostner          | 1992 | 2000 | 4  | 7  | 1  | 0  | 0  | 12     |
| 06.   | Giustina Demetz         | 1965 | 1969 | 3  | 0  | 4  | 2  | 1  | 10     |
| 06.   | Pia Riva                | 1958 | 1964 | 5  | 0  | 5  | 0  | 0  | 10     |
| 08.   | Giuliana Chenal Minuzzo | 1951 | 1963 | 3  | 0  | 2  | 4  | 0  | 9      |
| 09.   | Michaela Marzola        | 1985 | 1991 | 3  | 4  | 0  | 0  | 1  | 8      |
| 10.   | Deborah Compagnoni      | 1989 | 1997 | 0  | 1  | 5  | 1  | 0  | 7      |
| 10.   | Irene Curtoni           | 2010 | 2013 | 0  | 0  | 1  | 5  | 1  | 7      |
| 10.   | Elena Fanchini          | 2005 | 2016 | 7  | 0  | 0  | 0  | 0  | 7      |
| 10.   | Nicole Gius             | 1999 | 2009 | 0  | 0  | 0  | 7  | 0  | 7      |
| 10.   | Daniela Merighetti      | 2005 | 2013 | 2  | 2  | 0  | 0  | 3  | 7      |
| 15.   | Karla Delago            | 1983 | 1986 | 4  | 0  | 0  | 0  | 2  | 6      |
| 15.   | Karen Putzer            | 1995 | 2005 | 0  | 0  | 5  | 0  | 1  | 6      |
| 15.   | Vera Schenone           | 1956 | 1960 | 2  | 0  | 1  | 3  | 0  | 6      |
| 15.   | Daniela Zini            | 1980 | 1984 | 0  | 0  | 2  | 3  | 1  | 6      |
| 15.   | Federica Brignone       | 2011 | 2018 | 0  | 1  | 3  | 0  | 1  | 5      |
| 20.   | Paoletta Magoni         | 1980 | 1988 | 0  | 0  | 0  | 4  | 1  | 5      |
| 20.   | Elena Matous            | 1970 | 1972 | 2  | 0  | 1  | 1  | 1  | 5      |
| 20.   | Clotilde Fasolis        | 1969 | 1971 | 0  | 0  | 2  | 1  | 2  | 5      |
| 20.   | Bibiana Perez           | 1993 | 1997 | 3  | 1  | 0  | 0  | 1  | 5      |
| 24.   | Nives Dei Rossi         | 1935 | 1940 | 1  | 0  | 0  | 2  | 1  | 4      |
| 24.   | Denise Karbon           | 2000 | 2012 | 0  | 0  | 3  | 1  | 0  | 4      |
| 24.   | Barbara Merlin          | 1992 | 1994 | 1  | 1  | 0  | 0  | 2  | 4      |
| 24.   | Lidia Pellissier        | 1970 | 1972 | 0  | 0  | 1  | 2  | 1  | 4      |
| 24.   | Jerta Schir             | 1958 | 1962 | 0  | 0  | 1  | 3  | 0  | 4      |
| 29.   | Gabriela Ansbacher      | 1938 | 1942 | 1  | 0  | 0  | 1  | 1  | 3      |
| 29.   | Marta Bassino           | 2014 | 2019 | 0  | 0  | 2  | 1  | 0  | 3      |
| 29.   | Renata Carraretto       | 1947 | 1948 | 1  | 0  | 0  | 1  | 1  | 3      |
| 29.   | Morena Gallizio         | 1995 | 1997 | 0  | 0  | 0  | 1  | 2  | 3      |
| 29.   | Wilma Gatta             | 1977 | 1978 | 0  | 0  | 1  | 0  | 2  | 3      |
| 29.   | Carla Marchelli         | 1954 | 1957 | 1  | 0  | 2  | 0  | 0  | 3      |
| 29.   | Manuela Mölgg           | 2002 | 2006 | 0  | 0  | 2  | 1  | 0  | 3      |
| 29.   | Iolanda Plank           | 1975 | 1980 | 3  | 0  | 0  | 0  | 0  | 3      |
| 29.   | Lucia Recchia           | 2002 | 2005 | 0  | 2  | 1  | 0  | 0  | 3      |
| 29.   | Fulvia Stevenin         | 1983 | 1987 | 0  | 0  | 3  | 0  | 0  | 3      |
| 29.   | Verena Stuffer          | 2013 | 2017 | 2  | 1  | 3  | 0  | 0  | 3      |